# Розсіяння Мандельштама — Бріллюена
Розсіювання Мандельшта́ма — Бріллюе́на — непружне розсіювання світла на періодичному збуренні в конденсованому середовищі.
За своєю природою брілюенівське розсіювання схоже на раманівське. Розсіяна хвиля може мати меншу частоту, віддаючи частину своєї енергії коливанням середовища (стоксова компонента) або більшу частоту, коли світло забирає енергію в середовища(молекул) (антистоксова компонента).
Коливання конденсованого середовища можуть мати різну природу, наприклад, бути фононами чи магнонами.
Леон Бріллюен і Леонід Мандельштам незалежно один від одного опублікували роботи, в яких описали даний ефект у 1922 і 1926 роках відповідно.